# Why Do Fools Fall in Love (Lied)
Why Do Fools Fall in Love (deutsch: Warum verlieben sich Trottel?) ist ein Lied von Frankie Lymon & the Teenagers aus dem Jahr 1956, das von Frankie Lymon und Morris Levy geschrieben wurde.

## Geschichte
1955 versprach die Band im Auftrag des Musikverlegers George Goldner einen Song mit dem Zitat: „Why do birds sing so gay?“ (deutsch: Warum singen Vögel so fröhlich?) zu schreiben. Zur Erweiterung der Texte ließen sich die Songwriter von einigen Liebesbriefen, die Jimmy Merchant, Tenor der Gruppe, von einigen weiblichen Fans erhielt, inspirieren. Später kamen sie auf die Idee, den Song Why Do Fools Fall in Love zu nennen. Das Lied entstand im Dezember 1955 in den Bell Sound Recording Studios in New York City unter Mitwirkung des Tenorsaxophonisten Jimmy Wright und seiner aus 5 Musikern bestehenden Band. Die Veröffentlichung erfolgte am 10. Januar 1956. In der Folge verkaufte die Single innerhalb von 3 Wochen 100.000 Stück; mit insgesamt 2 Millionen verkauften Exemplaren und dem Status als erstem Nummer-eins-Hit machte der Song die Gruppe weithin bekannt.
Seitdem der Song den Durchbruch für die Band bescherte, galt er als Wegbereiter für die damals jungen Stars wie Stevie Wonder und Michael Jackson, die ebenfalls im Alter von 13 Jahren ihre Solokarriere begannen.

## Coverversion von Diana Ross
1981 nahm Diana Ross den Klassiker neu auf. Die Version erschien weltweit am 25. September 1981, in den Ländern Niederlande und Belgien wurde die Fassung ein Nummer-eins-Hit. Im Gegensatz zum Original gestaltete man diese Version nach Vorbild der Soulsongs in den 1960ern, die Fassung erschien auch im gleichnamigen Album.

## Andere Coverversionen
- 1956: Gale Storm
- 1956: Alma Cogan
- 1962: The Dovells
- 1963: The Essex
- 1964: The Beach Boys
- 1964: The Four Seasons
- 1973: Sha Na Na
- 1980: Joni Mitchell (Liveversion)
- 1985: Purple Schulz (Verliebte Jungs)
- 1998: Stormy Weather
- 2000: Brian Wilson
- 2010: The Overtones